# Dan Hedaya
Dan Hedaya (Brooklyn (New York), 24 juli 1940) is een Amerikaans acteur.

## Biografie
Hedaya is een zoon van een Joodse familie uit Syrië, zijn vader is een emigrant uit Aleppo. Hij groeide op in Brooklyn (New York) en heeft gestudeerd aan de Tuftsuniversiteit in Boston en leerde het acteren aan de HB Studio in Greenwich Village. Hedaya heeft als leraar gewerkt op een high school voor een aantal jaren voordat hij besloot om fulltime acteur te worden.
Hedaya begon in 1970 met acteren in de film Myra Breckinridge. Hierna heeft hij nog meer dan 135 rollen gespeeld in films en televisieseries zoals Ryan's Hope (1975), Reckless (1984), Hill Street Blues (1981-1984), Commando (1985), Pacific Heights (1990), Cheers (1984-1993), Maverick (1994), Clueless (1995), Ransom (1996), The Hurricane (1999), Yes, Dear (2000-2003), ER (1997-2005) en Robots (2005).

## Prijzen
- 2000 Satellite Award in de categorie Beste Optreden door een Acteur in een Bijrol in een Film met de film Dick – genomineerd.
- 1997 Screen Actors Guild Award in de categorie Uitstekende Optreden door een Cast met de film Marvin's Room – genomineerd.
- 1996 National Board of Review in de categorie Beste Cast in een Film met de film The First Wives Club – gewonnen.
- 1994 Emmy Award in de categorie Uitstekende Gast Acteur in een Drama Serie – met de televisieserie NYPD Blue – genomineerd.

## Filmografie

### Films
Selectie:
- 2016 Fantastic Beasts and Where to Find Them - als Red
- 2014 The Humbling - als Asa
- 2005 Robots – als Mr. Gunk (animatiefilm)
- 2002 Swimfan – als coach Simkins
- 2002 Mulholland Drive – als Vincenzo Castigliane
- 2001 Down – als luitenant McBain
- 2000 The Crew – als Mike Donatelli
- 2000 Shaft – als Jack Roselli
- 1999 The Hurricane – als detective sergeant Della Pesca
- 1999 Mulholland Dr. – als Vincenzo Castigliance
- 1998 A Night at the Roxbury – als Kamehl Butabi
- 1997 Alien: Resurrection – als generaal Martin Perez
- 1997 A Life Less Ordinary – als Gabriel
- 1997 In & Out – als Militaire officier van justitie
- 1996 Marvin's Room – als Bob
- 1996 Daylight – als Frank Kraft
- 1996 Ransom – als Jackie Brown
- 1996 The First Wives Club – als Morton Cushman
- 1996 Freeway – als detective Garrett Wallace
- 1995 Nixon – als Trini Cardoza
- 1995 Clueless – als Mel Horowitz
- 1995 To Die For – als Joe Maretto
- 1995 The Usual Suspects – als sergeant Jeffrey Rabin
- 1994 Maverick – als Twitchy
- 1993 Searching for Bobby Fischer – als leider van toernooi
- 1991 The Addams Family – als Tully Alford
- 1990 Pacific Heights – als lening verstrekker
- 1990 Joe Versus the Volcano – als mr. Waturi
- 1986 Slow Burn – als Simon Fleisher
- 1986 Wise Guys – als Anthony Castelo
- 1985 Commando – als Arius
- 1984 Blood Simple – als Julian Marty
- 1984 Tightrope – als detective Molinari
- 1984 The Adventures of Buckaroo Banzai Across the 8th Dimension – als John Gomez
- 1984 Reckless – als Peter Daniels
- 1983 The Hunger – als luitenant Allegrezza
- 1981 True Confessions – als Howard Terkel

### Televisieseries
Uitgezonderd eenmalige gastrollen.
- 2015 - 2019 Blue Bloods - als Vincent Rella - 3 afl.
- 2014 - 2015 The Mindy Project - als Alan Castellano - 2 afl.
- 2008 Puppy Love – als Matthew – miniserie
- 2006 The Book of Daniel – als pastoor Frank – 4 afl.
- 1997 – 2005 ER – als Herb Spivak – 4 afl.
- 2000 – 2003 Yes, Dear – als Don Ludke – 6 afl.
- 2003 Lucky – als Joey Legs – 3 afl.
- 1996 The Home Court – als rechter Walter Ragsdale – 2 afl.
- 1984 – 1993 Cheers – als Nick Tortelli – 6 afl.
- 1991 Veronica Clare – als Louis Benato – 2 afl.
- 1990 – 1991 Equal Justice – als detective Al Perry – 2 afl.
- 1988 – 1990 L.A. Law – als Michael Roitman – 3 afl.
- 1989 One of the Boys – als Ernie – 6 afl.
- 1988 – 1989 Family Ties – als Joe Moore – 2 afl.
- 1987 – 1988 Mama's Boy – als Mickey – 4 afl.
- 1987 The Tortellis – als Nick Tortelli – 13 afl.
- 1984 St. Elsewhere – als Joseph Keuhnelian – 3 afl.
- 1981 Hill Street Blues – als Ralph Macafee – 4 afl.
- 1975 Ryan's Hope – als Herbie Towers – 10 afl.

- Bibsys: 99021635
- Biblioteca Nacional de España: XX1289795
- Bibliothèque nationale de France: cb140352859 (data)
- Gemeinsame Normdatei: 1140692070
- International Standard Name Identifier: 0000 0000 5938 3027
- Library of Congress Control Number: no97046296
- Nationale Bibliotheek van Tsjechië: xx0153546
- Nationale Bibliotheek van Israël: 987007453597605171
- Nederlandse Thesaurus van Auteursnamen: 407061088
- SNAC: w6cc1w96
- Système universitaire de documentation: 059664738
- Virtual International Authority File: 56810523
- WorldCat: E39PBJdWVFkfdQ4XYw6DTwFBT3